# Gradiščanščina
Gradiščanščina (hrvaško Gradišćanski jezik, Gradišćanština, ali Gradišćansko narječje, nemško Burgenlandkroatische Sprache, madžarsko Gradistyei nyelv, Gradiscsei nyelv) je osamosvojeno narečje hrvaškega jezika. Gradiščanščina se je izoblikovala iz čakavščine in ima svoj knjižni jezik, medtem ko standardna hrvaščina sloni na štokavščini. Nemci in Madžari so ga nekoč imenovali Wassercroate Sprache ali Fehérhorvát nyelv (Belohrvaščina).
Gradiščansko govorijo Hrvati na Gradiščanskem v Avstriji, na Madžarskem, Slovaškem in na Češkem. Število govorcev obsega približno 70 tisoč ljudi. Danes na Gradiščanskem živi le še 20 tisoč govorcev, ker se je veliko Hrvatov preselilo v večja mesta, kot so Dunaj, Gradec in Linz.

Gradiščanščino poučujejo v Avstriji, na Madžarskem pa na Petrovem Selu (Szentpéterfa), v Židanu (Horvátzsidány) in na Gornjem Četaru (Felsőcsatár), v Železni županiji.

## Narečja gradiščanščine
- Štojsko narečje: govorijo Štoji v okolici Pinkovaca (Güttenbach), Stinaca (Stinatz) in Nove Gore (Neuberg), to je štokavsko-čakavsko mešano narečje
- Vlaško narečje: govorijo Vlahi v Bandolu (Weiden bei Rechnitz), Sabari (Zuberbach), Starem Hodašu (Althodis), Čembi (Schandorf), Vincjetu (Dürnbach), Ključarevacu (Allersdorf), itn. Vlaško je štokavsko narečje
- Dolinsko narečje: je čakavsko narečje, govorijo ga Dolinci v okolici Dolnje Pulje (Unterpullendorf), Frakanave (Frankenau), Pernava (Kleinmutschen), itn.
- Poljansko narečje: govorijo ga Poljanci v okolici Neusiedlerskega (Nežiderskega) jezera, je prav tako čakavski govor
- Haško narečje: govorijo Haci v okolici Nežiderska jezera, to je tudi čakavsko narečje
- Nekaj Hrvatov, ki živijo okoli Nežiderskega jezera, govori gradiščansko-kajkavsko narečje, vendar imajo gradiščansko-čakavska in gradiščansko-štokavska narečja ter gradiščanski knjižni jezik velik kajkavski vpliv, ker so Gradiščanci v začetku uporabljali kajkavske in slovenske knjige.

## Zgodovina
Gradiščanski Hrvati so prišli v 16. stoletju na Zahodno Madžarsko in v Spodnjo Avstrijo, iz Južne Hrvaške, Dalmacije in tudi iz Bosne (iz okolice Knina, Klisa, Jajca, Udbine). V Kninu nekoč so govorili čakavščino, dokler v Severni in Južni Dalmaciji danes tudi rabijo čakavsko narečje. Spodnjeavstrijske Hrvate siloma so se asimilirali. Kasneje so prišli tudi kajkavski in štokavski Hrvati na Gradiščansko.

Do 20. stoletja gradiščanski Hrvati so bili Beli Hrvati, Vodni Hrvati, ali Zahodno-madžarski Hrvati. Beli Hrvati izvirno so živeli v Šleziji in na Poljskem, ampak dva naroda ni enako drug z drugim.
V 18. stoletju se je izoblikoval gradiščanski knjižni jezik iz čakavskega narečja, ki so ga vplivali zunanji (madžarski, nemški, zahodnoslovanski, kajkavski ter slovenski) elementi. Gradiščanski Hrvati so obdržali tudi stike z zagrebško nadškofijo, kjer je bil uradni jezik kajkavščina. V prvih letih so čakavski Hrvati kajkavski liturgijski jezik uporabili v cerkvah. V 20. stoletju gradiščanski knjižni jezik se je spremenil tako, da je legiral gradiščansko-čakavska in gradiščansko-štokavska narečja ter obdržal kajkavizme.
Prva knjiga v gradiščanščini je bila pesmarica Grgura Mekinića Dusevne peszne (1609), v kateri sta mešali čakavsko in kajkavsko narečje.

Kranjski slovenski tiskar Janez Mandelc je preselil na Ogrsko in tudi tiskal knjige v hrvaškem jeziku. Od Mandelca so dobili Hrvati nekaj slovenskih knjig, ki so jih Trubar, Dalmatin, Krelj pisali. Madžarski velikaši, ki so podpiral protestantizem, poskusili Hrvate spreobrniti na luteransko in kalvinsko vero na Zahodnem Ogrskem in v Medžimurju, vendar protestantizem se ni zasidral med Hrvati. Na koncu 17. stoletja največ Hrvatov se je vrnilo na katoliško vero.
Gradiščanščina je vplivala prekmurščino. Dusevne peszne je bil enega vira Stare martjanske pesmarice. Prekmurski pisatelj Jakob Sabar je bil gradiščanskega rodu, Lovrenc Bogović pisatelj iz Velikega Borištofa je služil kot menih v Monoštru. Jožef Ficko, ki se je rodil v Boreči, v Slovenski okroglini (Prekmurje in Porabje), župnikoval v Prisiki (Peresznye), pri Kisegu. Ficko je eden izmed najpomembnejših avtorjev gradiščansko-hrvaške književnosti. Njegove knjige so vplivane ne le od kajkavščine, ampak tudi od prekmurskih knjig (predvsem od Mikloša Küzmiča).
Gradiščanska himna

Hrvat mi je otac, Hrvatica mati

Hrvat sam i sam!

Za Hrvatsku svoju živjet, umirati,

Moram viek da znam.

Da sam Hrvat , junak, vazda smion , bodar, 

To nek znade sviet!

Stieg, visoko dižem: crven, biel i modar,

Za nj` ću živjet, mrijet!

Pisal je Mate Meršić Miloradić
{|
|-
Gradiščanska himna

Hrvat mi je otac, Hrvatica mati

Hrvat sam i sam!

Za Hrvatsku svoju živjet, umirati,

Moram viek da znam.

Da sam Hrvat , junak, vazda smion , bodar, 

To nek znade sviet!

Stieg, visoko dižem: crven, biel i modar,

Za nj` ću živjet, mrijet!

Pisal je Mate Meršić Miloradić
|}
Jeremijaš Šoštarić to piše v njegovem molitveniku 1781: „Mnogo ljudi bo reklo: To ni resnični hrvaški jezik (…) zato naš jezik v ogrski kraljevini že je tako pokvarjen, križan, da skoraj v vseh naseljih drugače govorijo (…) tukaj z nemškim, tam madžarskim, drugje s slovaškim, ali še z drugim jezikom se meša, se kvari in umira naš jezik. Prav tako je v pisavi in tiskanju (…) vsak drugače napiše hrvaške besede…”
Po trianonski pogodbi Gradiščanska je spadala pod Avstrijo, kjer v šolah ni bilo slobodno rabiti gradiščanski jezik, prihajali so do konca dvojezične šole in poučni jezik samo nemščina je bila. Avstrija leta 1976 in 1987 spet je omejila uporabo gradiščanščine in hrvaščine.
1952 Ivan Jakšić in Martin Meršić sta prevedla Novo zavezo v gradiščanščino z naslovom Sveto Pismo Novoga Zakona. Izdalo ga je Hrvatsko Nakladno Društvo na Dunaju.
| Evandjelje po Sv. Ivanu 20,24-29 | Evanđelje po Ivanu 20,24-29 |
| --- | --- |
| A Tomaš, jedan od dvanaesterih, ki se zove Dvojak, nij bio s njimi, kad je Jezuš došao. Rekoše mu ada oni drugi učeniki: »Vidili smo Gospodina!« A on im reče: »Ako ne vidim na ruka njegovi zlamenje čavlov i ne vržem prsta svojega u mjesto čavlov i ne vržem ruke svoje u prsi njegove, ne ću vjerovati!« I po osmi dani bili su opet učeniki u stanu i Tomaš s njimi. Došao je Jezuš pri zaprti vrati i postao u sredini i rekao: »Mir s vami!« Zatim je rekao Tomašu: »Položi prst svoj simo, i poglej ruke moje, i daj ruku svoju i položi ju u prsi moje, i ne budi nevjeran, nego vjeran!« Odgovori Tomaš i reče mu: »Gospodin moj i Bog moj!« Reče mu Jezuš: »Kad si me vidio, vjeruješ. Blaženi oni, ki nisu vidili, a vjeruju!« | A Toma, jedan od dvanaestorice, nije bio s njima kad je došao Isus. I kazaše mu drugi učenici: »Vidjeli smo Gospodina.« A on im reče: »Dok ne vidim ns njegovim rukama ranu od čavala, i ne stavim svojega prsta u ranu od čavala, i ne stavim svoje ruke u njegov bok, ne ću vjerovati.« I poslije osam dana bili su opet njegovi učenici unutra, i Toma s njima. Dođe Isus, dok su bila vrata zatvorena, i stade u sredinu, i reče: »Mir vam!« Potom reče Tomi: »Stavi svoj prst ovamo, i vidi moje ruke, i pruži svoju ruku i stavi je u moj bok, i ne budi nevjeran nego vjeran!« Tada mu reče: »Gospodin moj i Bog moj!« Reče mu Isus: »Zato jer si me vidio, povjerovao si. Blaženi koji ne vidješe, a povjerovaše!« |

Gradiščanski Hrvati danes tudi gradiščanski knjižni jezik uporabijo v javnem življenju. Leta 2007 v Kisegu držali so mednarodno znanstveno konferencijo o Gradiščanskih Hrvatih z avstrijskimi, s hrvaškimi in z madžarskimi jezikoslovci. Pozvali so pozornost na to, da gradiščanščina živ arhaični jezik, kateri je hrvaški pokrajinski varijant, ampak potrebno poučevati.

## Jezikovne posebnosti
V gradiščanskem jeziku komaj iščemo tiste staročakavske in staroštokavske elemente, ki so v današnji čakavščini in štokavščini izumrli. László Hadrovics v njegovem delu Zgodovina gradiščanskega knjižnega jezika? (A gradistyei irodalmi nyelv története?) tako zasnoval je, da gradiščanščina „kulturni spomeniški jezik,” ker nosi obnovne slogne znake premičnih stoletij. Od 1950. gradiščanščina se meša z drugimi jeziki, kot z nemščino, tako je izgubila izvirne čakavske elemente.
Črna se v hrvaščino prevede kot Crna, v gradiščini pa Črna. Gradiščanci črko ć govorijo kot tj.

Gradiščanski jezik najprej je uporabil madžarski črkopis, v 20. stoletju Gajico. Mate Meršić Miloradič je svežal knjižno gradiščanščino leta 1910 v časopisu Naše novine. Tukaj je uporabljal Gajico.
| Hrvaščina | Gradiščanščina | Slovenščina |
| --- | --- | --- |
| Oče naš, koji jesi na nebesima, sveti se ime tvoje, dođi kraljevstvo tvoje, budi volja tvoja, kako na nebu tako i na zemlji. Kruh naš svagdanji daj nam danas, i otpusti nam duge naše, kako i mi otpuštamo dužnicima našim, i ne uvedi nas u napast, nego izbavi nas od zla. Amen. | Oče naš, ki si na nebesi, sveti se ime tvoje, pridi kraljevstvo tvoje, budi volja tvoja, kako na nebu tako i na zemlji. Kruh naš svakidanji daj nam danas, i otpusti nam duge naše, kako i mi otpušćamo dužnikom našim, i ne zapeljaj nas u skušavanje, nego oslobodi nas od zla. Amen. | Oče naš, ki si v nebesih, posvečeno bodi tvoje ime, pridi k nam tvoje kraljestvo, zgodi se tvoja volja kakor v nebesih tako na zemlji. Daj nam danes naš vsakdanji kruh in odpusti nam naše dolge, kakor tudi mi odpuščamo svojim dolžnikom, in ne vpelji nas v skušnjavo, temveč reši nas hudega. Amen. |

Gradiščanščina se pojavlja v Rdeči knjigi UNESCO-ja, kot ogroženi jezik. Leta 2003 so izdali gramatiko gradiščanskega jezika, danes študirajo v šolah pri madžarščini in nemščini tudi gradiščanščino, ampak pouk hrvaščine tudi pomembno.

## Notice
1. ↑  »Kratak prikaz povijesti Gradišćanskih Hrvatov u Austriji«. Gradišćansko-hrvatski Centar, Avstrija. Arhivirano iz prvotnega spletišča dne 20. aprila 2016. Pridobljeno 5. novembra 2013.
2. ↑  A. Trstenjak: Slovenci na Ogrskem, 50. str.
3. ↑  Kruh Nebeski (1976). molitvenik za hrvatski narod Gradišća, šesto izdanje.